# Orient Overseas Container Line

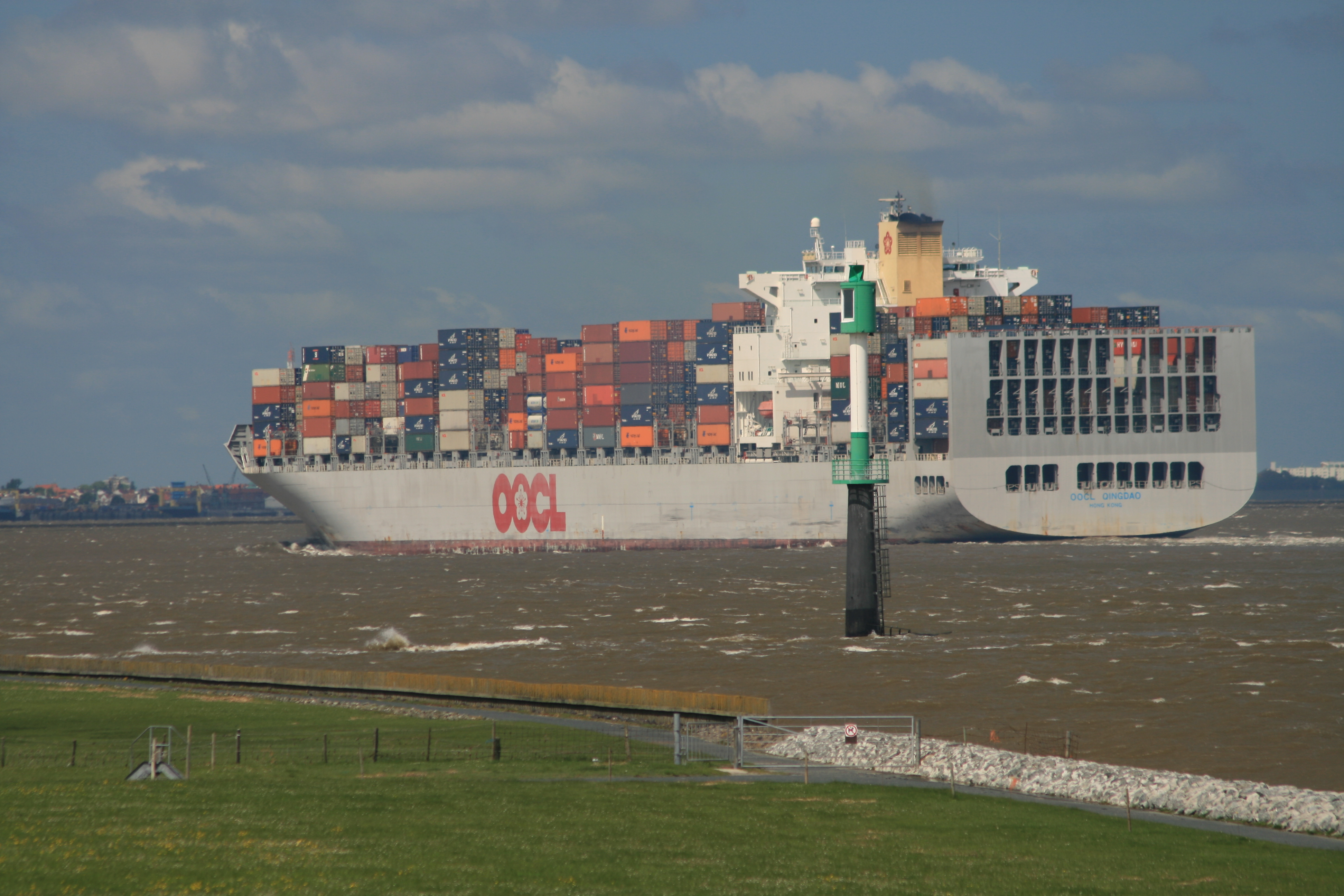
De OOCL Quingdao van de SX-klasse

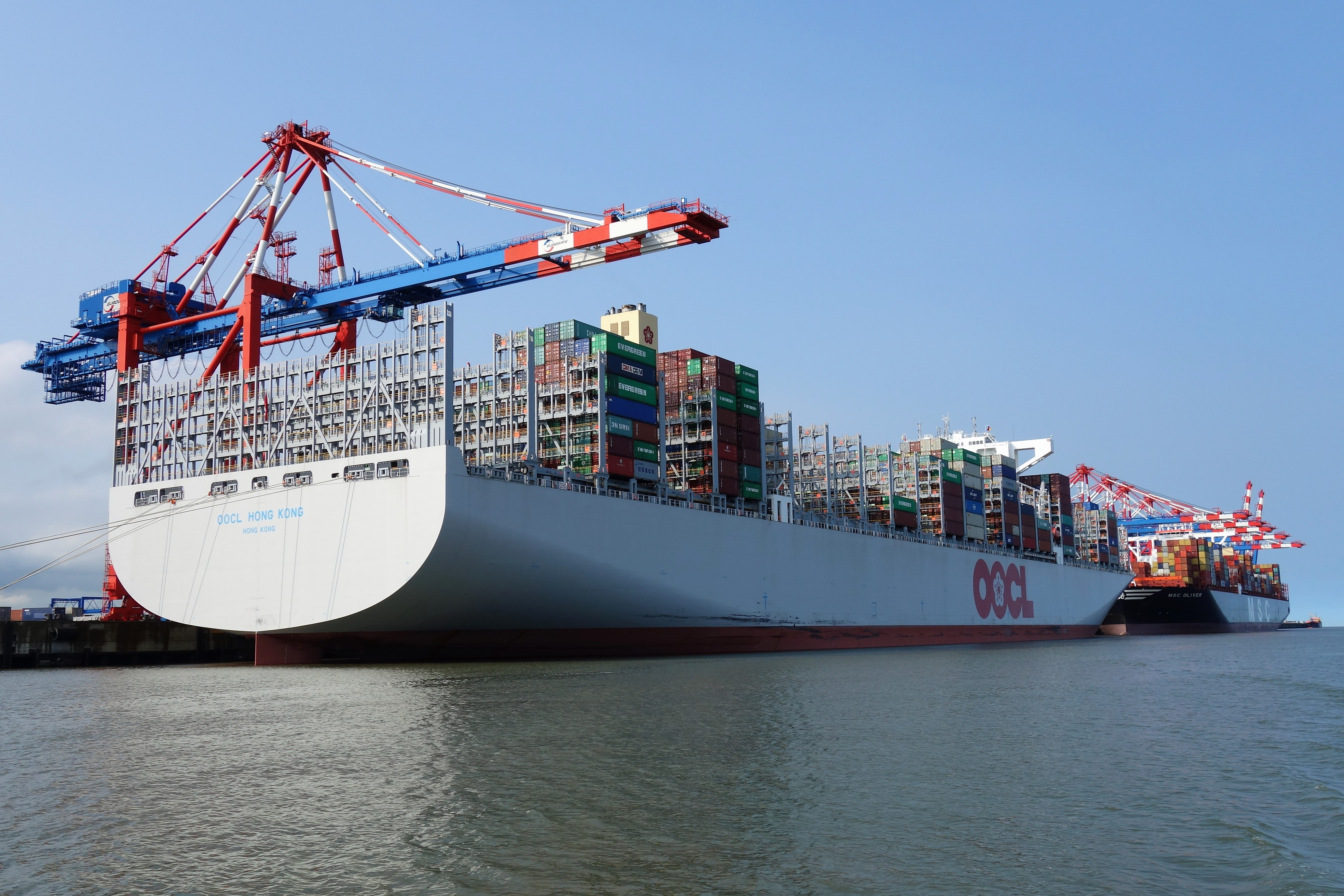
De OOCL Hong Kong van de G-klasse

De Orient Overseas Container Line (OOCL) (Chinees: 东方海外货柜航运公司) is de rederij van de Orient Overseas International Ltd. (OOIL) uit Hongkong, Volksrepubliek China. Op 24 juli 2018 werd de overname door COSCO SHIPPING Holdings afgerond, maar OOCL blijft onder eigen naam varen.

## Activiteiten
Het beursgenoteerde bedrijf werd in 1947 opgericht in Shanghai door C.Y. Tung. De familie van de oprichter is nog steeds de belangrijkste aandeelhouder met bijna 70% van de uitstaande aandelen.
Op 9 juli 2017 deed het Chinese COSCO SHIPPING Holdings een bod van US$ 6,3 miljard op alle aandelen OOIL. De meerderheidsaandeelhouder in OOIL heeft al ingestemd met het bod. OOCL heeft een wereldwijd marktaandeel van 2,7%. Na de overname wordt COSCO de derde containertransporteur over zee ter wereld, na Maersk en Mediterranean Shipping Company. Na de overname heeft COSCO een vloot van 400 schepen met een capaciteit van bijna 3 miljoen TEU. Op 24 juli 2018 werd de overname afgerond.

### Diensten
OOCL biedt wereldwijd containertransport aan, inclusief verschillende logistieke diensten. OOCL alleen neemt bijna de volledige omzet van OOIL voor haar rekening.

#### Lijndiensten
In 2017 transporteerden de schepen van OOCL 6,3 miljoen TEU. De belangrijkste vaargebieden zijn intra-Azië en van en naar Australië, de Trans Pacific en van en naar Europa. OOCL telde eind 2017 in totaal 102 containerschepen waarvan het grootste deel wordt geleased of ingehuurd.
OOCL werkte samen met andere rederijen in de G6 Alliantie en biedt hierdoor wereldwijd containertransport aan. Partners in de G6 Alliantie zijn onder andere Hapag-Lloyd, Mitsui O.S.K. Lines en Nippon Yusen Kaisha Line (NYK). Vanaf april 2017 gaat OOCL verder in de OCEAN Alliance met de partners COSCO, CMA CGM en Evergreen.
Tussen 2003 en 2007 kwamen twaalf containerschepen van de OOCL SX-klasse, van de Zuid-Koreaanse werf Samsung Heavy Industries, in de vaart. Deze SX-schepen kwamen in 2006 in het Guinness Book of Records als containerschepen met de grootste capaciteit van 8063 TEU. De voorlaatste serie containerschepen, de M-klasse, kunnen meer dan 13.000 TEU meenemen. Alle 10 schepen van deze klasse kwamen in 2013 in de vaart. In 2017 kwamen de nog grotere schepen van de G-klasse in de vaart, een serie van zes schepen waarvan de laatste in januari 2018 is afgeleverd. In mei 2017 werd de OOCL Hong Kong als eerste schip van deze klasse gedoopt. Het is gebouwd door Samsung Heavy Industries en kan 21.413 TEU vervoeren en is daarmee het grootste containerschip ter wereld.
OOCL heeft twee terminals in eigendom, de Long Beach Container Terminal in Californië en de Kaohsiung Container Terminal in Taiwan. Beide terminals hebben samen 2,7 miljoen TEU overgeslagen in 2017. Het heeft verder nog een aandelenbelang van 20% in de Tianjin Port Alliance International Container Terminal en de Ningbo Yuandong Terminal. Deze twee terminals verwerkten samen 5 miljoen containers.

#### OOCL Logistics
OOCL Logistics Ltd. (OLL), het deel van de OOIL-groep dat zich met cargo en logistieke dienstverleningen bezighoudt, werd gestart in 1979.

## Bescherming van het milieu
OOCL werd als eerste containerrederij van de wereld gecertificeerd voor haar "Safety, Quality and Environmental (SQE) Management System" (deze omvatten ISM-Code, ISO 9001.2000 en ISO 14001). OOCL heeft sinds 2001 een brandstofspaarprogramma om kosten en de uitstoot van uitlaatgassen te reduceren. Initiatieven om het brandstofverbruik te verminderen zijn bijvoorbeeld weergeleide routesystemen, om de kortste routes veilig te kunnen bevaren.

## Veiligheid
OOCL neemt deel aan het "Customs-Trade Partnership Against Terrorism program" (C-TPAT). Hier gaat het om vrijwillige overheids- en economische initiatieven, om coöperatieve betrekkingen op te bouwen. OOCL komt daarnaast ook overeen met de "International Ship and Port Facility Security Code" (ISPS-code) en het "Container Security Initiative" alsook met de "US Customs 24-Hour Advance Cargo Manifest Declaration Rule".